# Münster (Valais)
Pour les articles homonymes, voir Munster.
Münster  est une localité et ancienne commune suisse du canton du Valais, située dans le district de Conches, dont elle a été le chef-lieu.
Münster a fusionné, le 1er octobre 2004, avec Geschinen pour former la nouvelle commune de Münster-Geschinen. Cette commune intègre, le 1er janvier 2017, la commune de Goms. Elle a porté le numéro OFS 6063.

## Culture et patrimoine

### Héraldique
| Blason | Blasonnement : Coupé de gueules et d'argent à deux croix pattées, alésées de l'un en l'autre . |

## Aérodrome

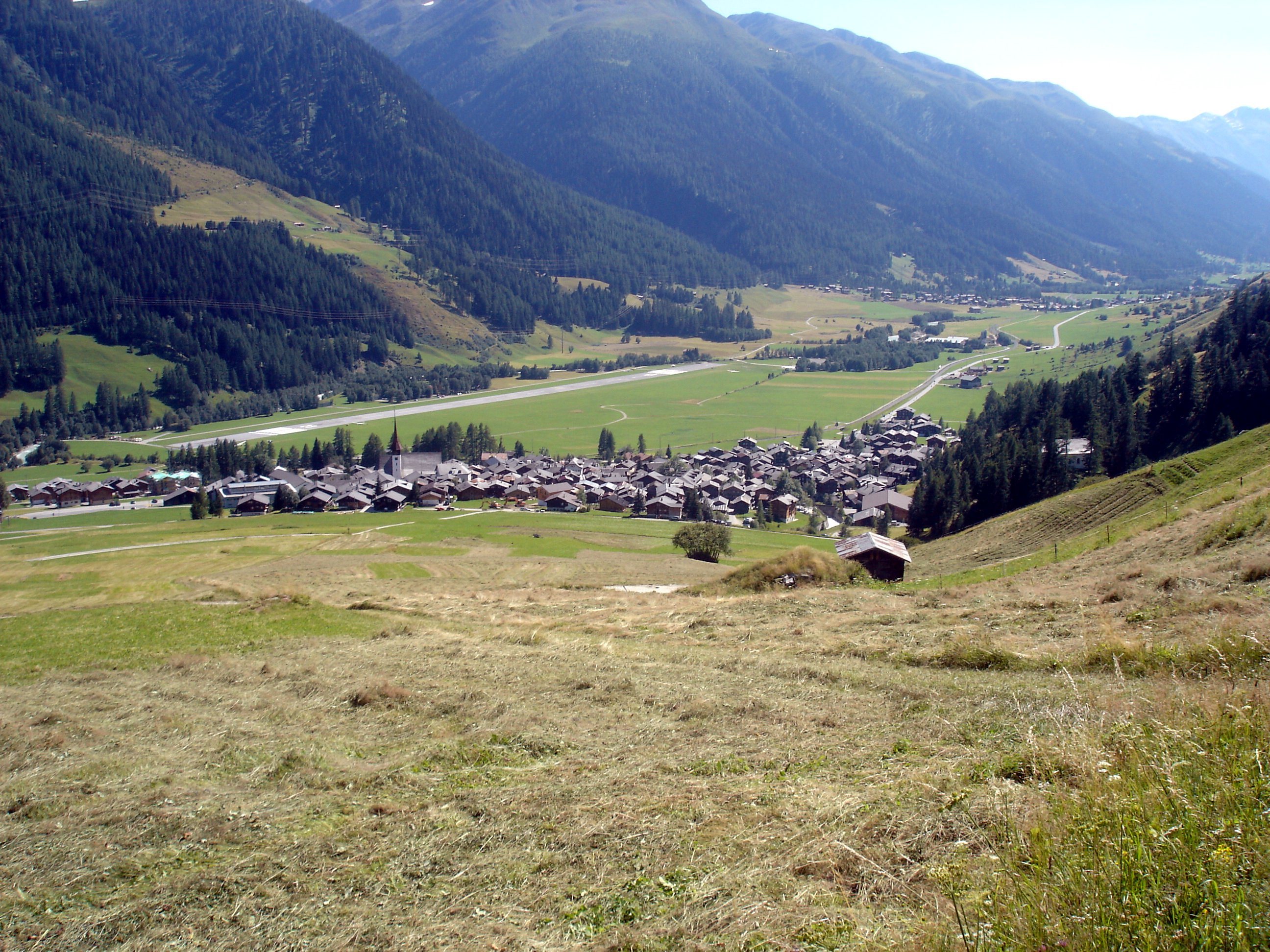
Vue de Münster et de l'aérodrome en 2007

L'aérodrome de Münster était un aérodrome militaire construit en 1942. Fermé en 1994 par les Forces aériennes suisses, il est utilisé comme aérodrome civil pendant les mois d'été depuis 1959, en particulier pour le vol de planeurs. Chaque année, un camp de vol à voile y est organisé.